# Bulbophyllum imbricatum
Bulbophyllum imbricatum är en orkidéart som beskrevs av John Lindley. Bulbophyllum imbricatum ingår i släktet Bulbophyllum och familjen orkidéer. Inga underarter finns listade i Catalogue of Life.

## Bildgalleri

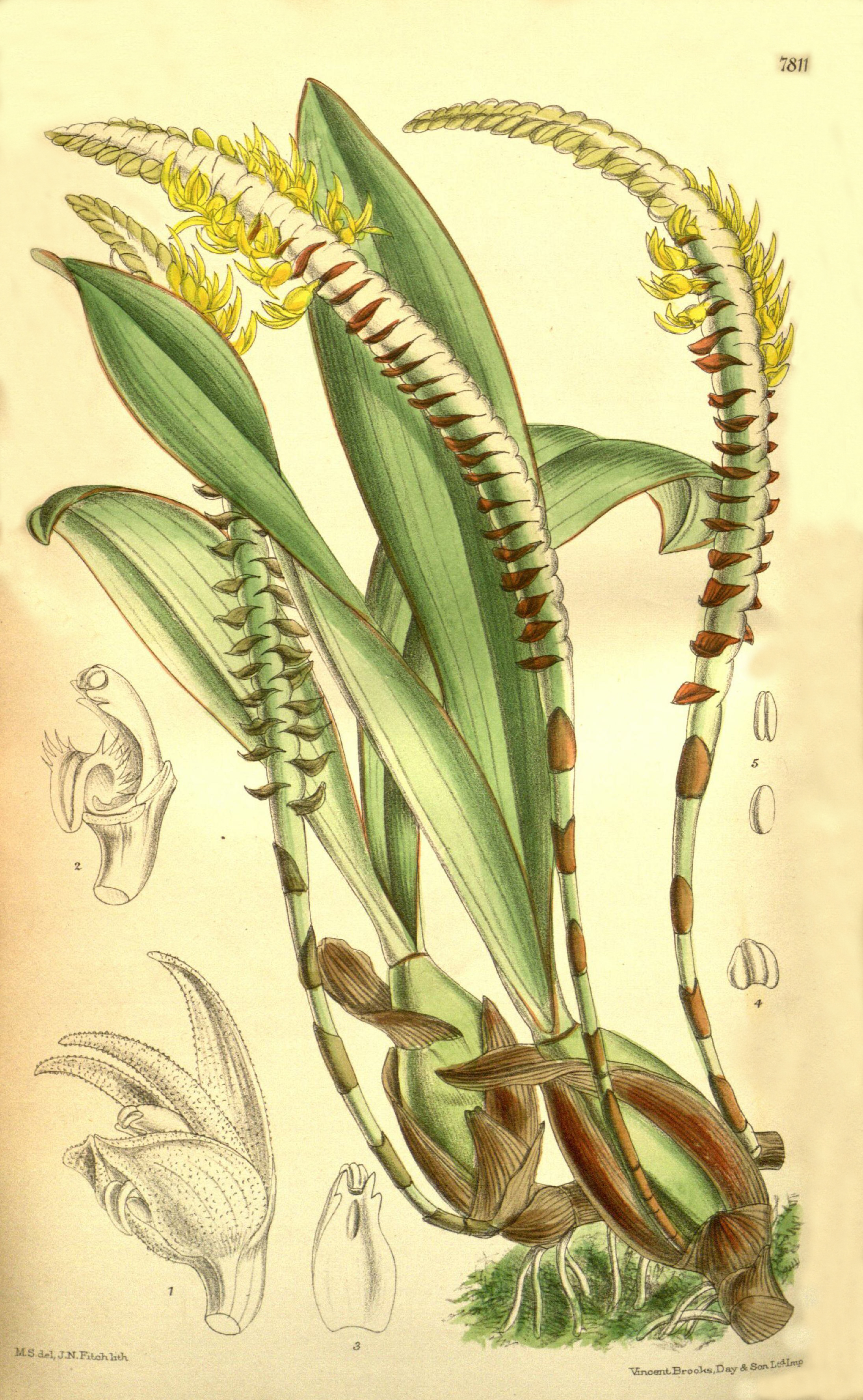
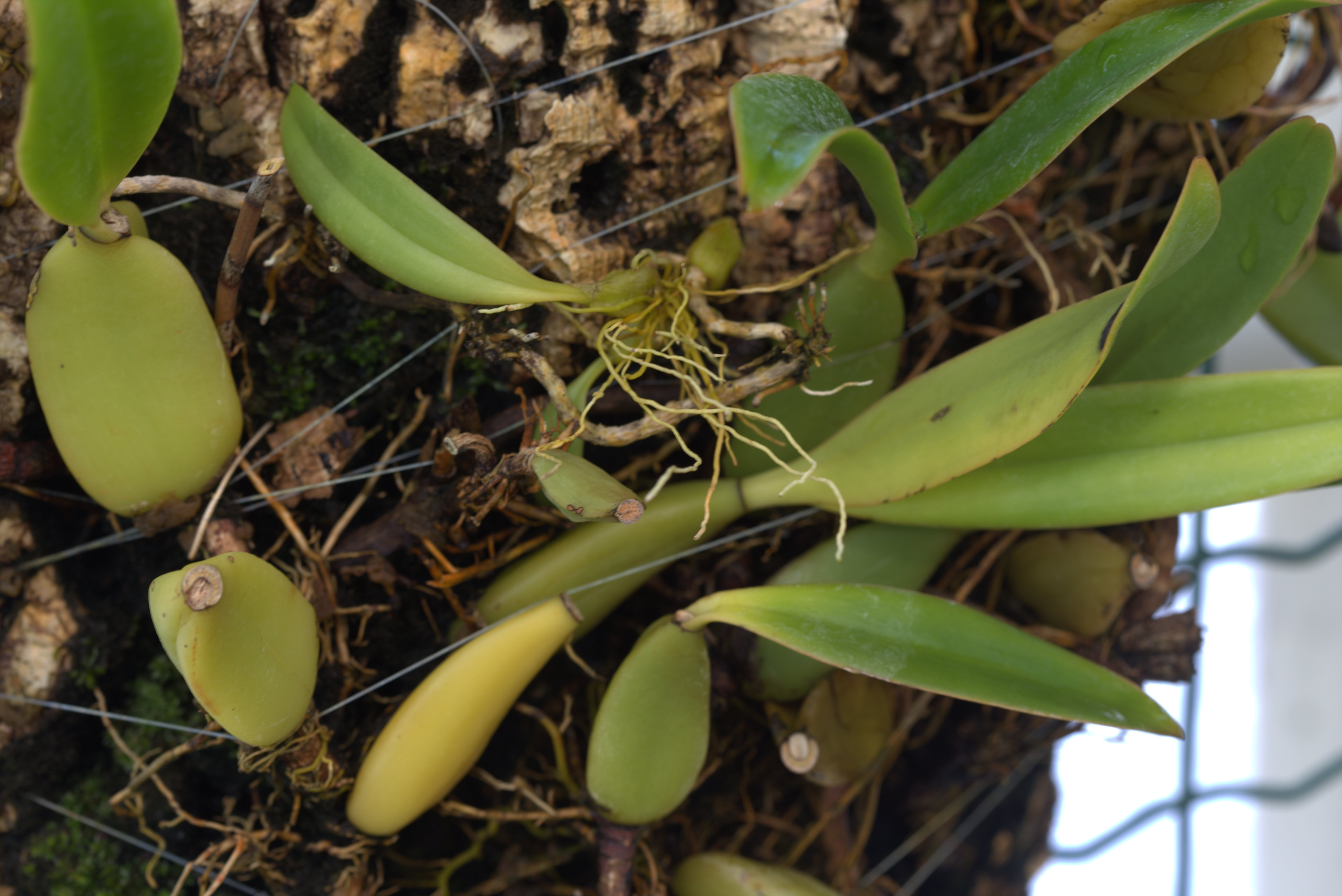
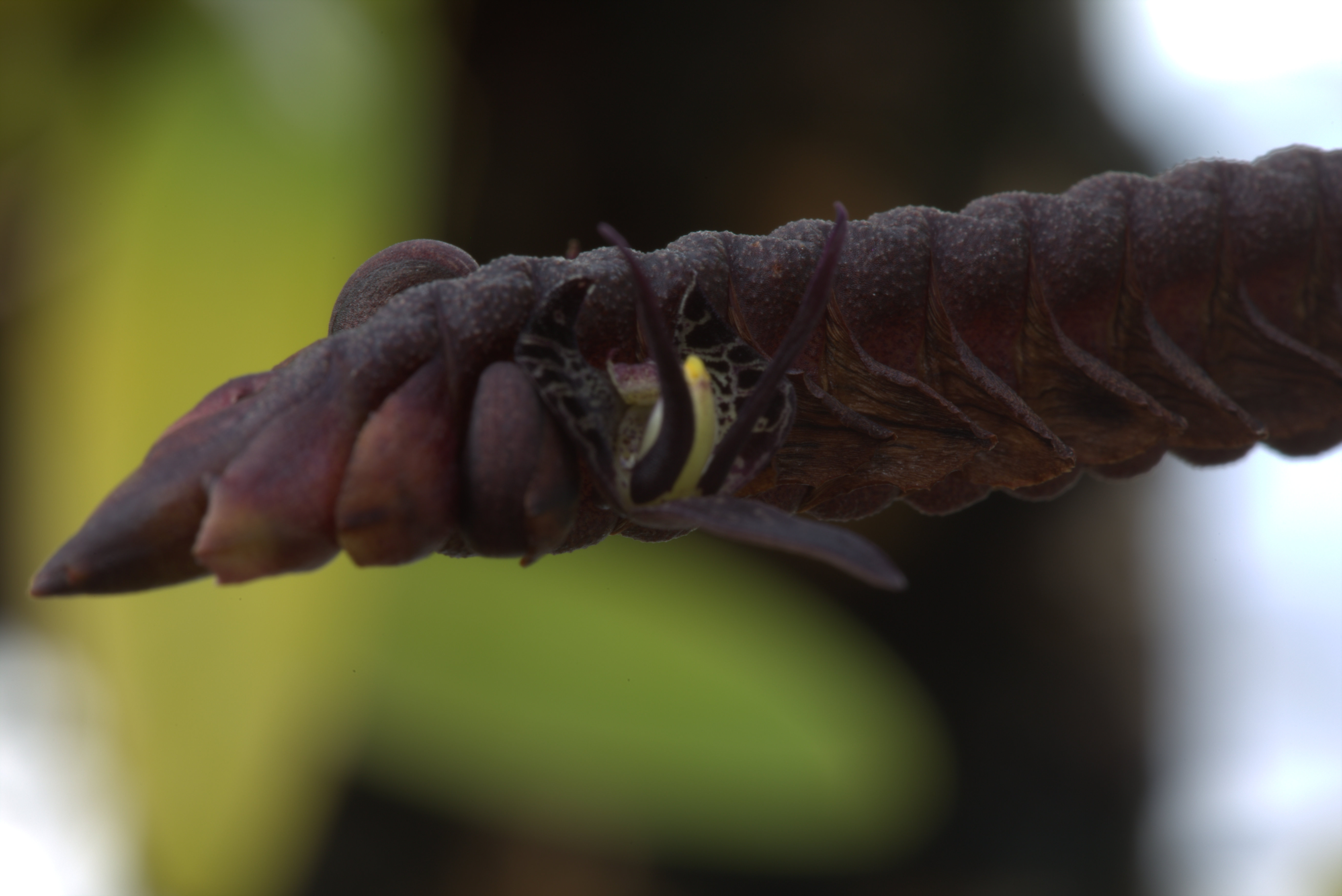